# Klaus Tausend
Klaus Tausend (* 1957) ist ein österreichischer Althistoriker.

## Leben
Klaus Tausend studierte Alte Geschichte, Klassische Philologie und Klassische Archäologie und wurde 1984 an der Universität Graz promoviert (Die Darstellung der Hunnen bei Ammianus Marcellinus, Priskos, Iordanes und den lateinischen Dichtern und Panegyrikern). Ab 1983 war er Vertragsassistent an der Universität Graz, 1993 erfolgte die Habilitation mit einer Studie zur griechischen Archaik, von 1993 bis 1997 war er Universitätsassistent, 1997 wurde er in Graz außerordentlicher Professor.
Seine Forschungsschwerpunkte sind Mykenologie, die Geschichte antiker Randkulturen (vor allem Germanen) und die antike Topographie Griechenlands.

## Schriften
- Amphiktyonie und Symmachie. Formen zwischenstaatlicher Beziehungen im archaischen Griechenland (= Historia Einzelschriften. Heft 73). Franz Steiner, Stuttgart 1992, ISBN 3-515-06137-1.
- Verkehrswege der Argolis. Rekonstruktion und historische Bedeutung (= Geographica historica. Band 23). Franz Steiner, Stuttgart 2006, ISBN 3-515-08943-8.
- Im Inneren Germaniens. Beziehungen zwischen den germanischen Stämmen vom 1. Jh. v. Chr. bis zum 2. Jh. n. Chr. (= Geographica historica. Band 25). Franz Steiner, Stuttgart 2009, ISBN 978-3-515-09416-0.
- Pylos und sein Heer. Untersuchungen zum spätmykenischen Militärwesen (= Geographica historica. Band 39). Franz Steiner, Stuttgart 2018, ISBN 978-3-515-12120-0.
- Frühe Kulturen der Ägäis. Band 1: Die Ahnen der homerischen Helden. W. Kohlhammer, Stuttgart 2021, ISBN 978-3-17-036338-0.
- Frühe Kulturen der Ägäis. Band 2: Das Zeitalter der homerischen Helden. W. Kohlhammer, Stuttgart 2024, ISBN 978-3-17-040950-7.